# 고르너그라트 철도
고르너그라트 철도(Gornergrat Bahn, GGB)는 스위스 발레주에 위치한 산악 철도이다. 평균 해발 1,604m에 위치한 체르마트 리조트 마을인 고르너그라트 정상까지 연결한다. 고르너그라트역은 고도 3,089m에 위치해 있어 고르너그라트 철도는 융프라우 다음으로 유럽에서 두 번째로 높은 철도이자, 대륙의 가장 높은 야외 철도이다. 이 노선은 1898년에 개통되었으며, 스위스에서 건설된 최초의 전기 랙 철도였다. 고르너그라트는 알프스의 4,000m 이상의 봉우리 29개와 고르너 빙하(알프스에서 두 번째로 긴 빙하)가 있어서 맑은 날에는 고르너그라트 라인 끝에서 마테호른이 보인다. 인기 있는 스키 지역이기도 하다.
고르너그라트 철도 회사(Gornergrat Bahn)는 BVZ 홀딩스 AG가 전액 출자한 자회사이며, 체르마트에서 GGB가 연결되는 마터호른 고트하르트 철도(MGB)를 운영하는 회사인 마터호른 고트하르트 교통 AG의 대주주이기도 하다.

## 역사
철도 공사는 피스프-체르마트 철도가 체르마트와 피스프 및 론 계곡을 연결한 지 5년 후인 1896년에 시작되었다. 이 노선은 1898년 8월 20일에 개통되었으며, 처음부터 전철화되었다. 처음에는 여름에만 운행했지만, 1929년에는 노선의 하단부, 1941년에는 정상까지 연중무휴 운행되었다. 고르네그라트 철도는 1912년 융프라우 철도가 개통하기 전까지 유럽에서 가장 높은 철도였다.
상부터미널은 2004년에 리모델링하였다.

## 운행

### 노선
노선에 여러 승객 정류장이 있다.
| 역           | 거리              | 고도 (해발)         | 비고                                                       |
| ------------ | ----------------- | ------------------- | ---------------------------------------------------------- |
| 체르마트 GGB | 0.00              | 1,605 m (5,266 ft)  | 마터호른 고트하르트 철도와 체르마트-수네가 푸니쿨라로 연결 |
| 핀델바흐     | 1.75 km (1.09 mi) | 1,770 m (5,810 ft)  |                                                            |
| 리펠알프     | 4.03 km (2.50 mi) | 2,211 m (7,254 ft)  | 리펠알프 트램과 연결, 리펠알프 리조트와 연결된다.          |
| 리펠베르크   | 6.47 km (4.02 mi) | 2,582 m (8,471 ft)  | 3성급 호텔이 있다.                                         |
| 로텐보덴     | 7.91 km (4.92 mi) | 2,815 m (9,236 ft)  |                                                            |
| 고르너그라트 | 9.34 km (5.80 mi) | 3,089 m (10,135 ft) | 3성급 호텔과 천문대가 있다.                                |

또한 화물 전용 역은 핀델바흐 여객 정류장에서 짧은 지점에 있는 라데글레이스 핀델바흐와 리펠알프와 리펠베르그 여객 정류장 사이에 위치한 리펠보덴에도 있다.

### 기반시설
이 라인은 3,790m의 이중 트랙을 포함하여 길이가 9,339m이며, 1,469m의 고도차를 횡단한다. 1,000mm 미터궤로 제작되었으며, Abt 랙 시스템을 채용했다. 이 노선은 3상 전력을 사용하는 세계 4개 라인 중 하나이며, 2개의 가공 도체가 필요하며 트랙이 세 번째 도체를 형성한다. 체르마트의 미터궤 마터호른 고트하르트 철도와 무동력 연결이 있어 화물 운송 및 철도 차량 운송이 가능하다.

### 철도 차량
이 노선은 다음 철도 차량을 사용한다.
| 사진 | 번호      | 설명    | 년도    | 비고 |
| ---- | --------- | ------- | ------- | --- |
|      | 3001/3003 | He 2/2  | 1898    | 기관차. 3002호기는 살아남았고, 슈탈든의 로터리에 전시되었다.                                                                                 |
|      | 3015      | Dhe 2/4 |         | 수화물차, 자매 차량 3019-3022에서 재건 |
|      | 3017      | Xhe 2/4 |         | 작업차량, 자매 차량 3019-3022에서 재건. 가공 전차선에 부동액을 바를수 있는 재레일 장비와 설비를 운반한다.                                    |
|      | 3019-3022 | Bhe 2/4 | 1947-61 | 1량 레일카, 한 때 훨씬 더 큰 등급(3011-3022)의 나머지 네 대의 차량. 이 클래스의 다른 두 명(3015년/3017년)은 재건되었고, 나머지는 폐기되었다. |
|      | 3041-3044 | Bhe 4/8 | 1965-75 | 2량 레일카 |
|      | 3051-3054 | Bhe 4/8 | 1993    | 2량 레일카 |
|      | 3061-3062 | Bhe 4/4 | 1981    | 다목적 레일카, 일치하는 드라이빙 트레일러 Bt 3071-3072와 함께 여객, 또는 화물/작업 서비스에서 운행할 수 있다.                                |
|      | 3081-3084 | Bhe 4/6 | 2006    | 슈타들러 철도가 제작한 저층 2구간 관절형 철도 차량.                                                                                          |

이 철도는 일반적으로 2량 열차를 운행하며, 체르마트에서 산 정상까지 시간당 약 2,500명 을 수송할 수 있다.

## 갤러리

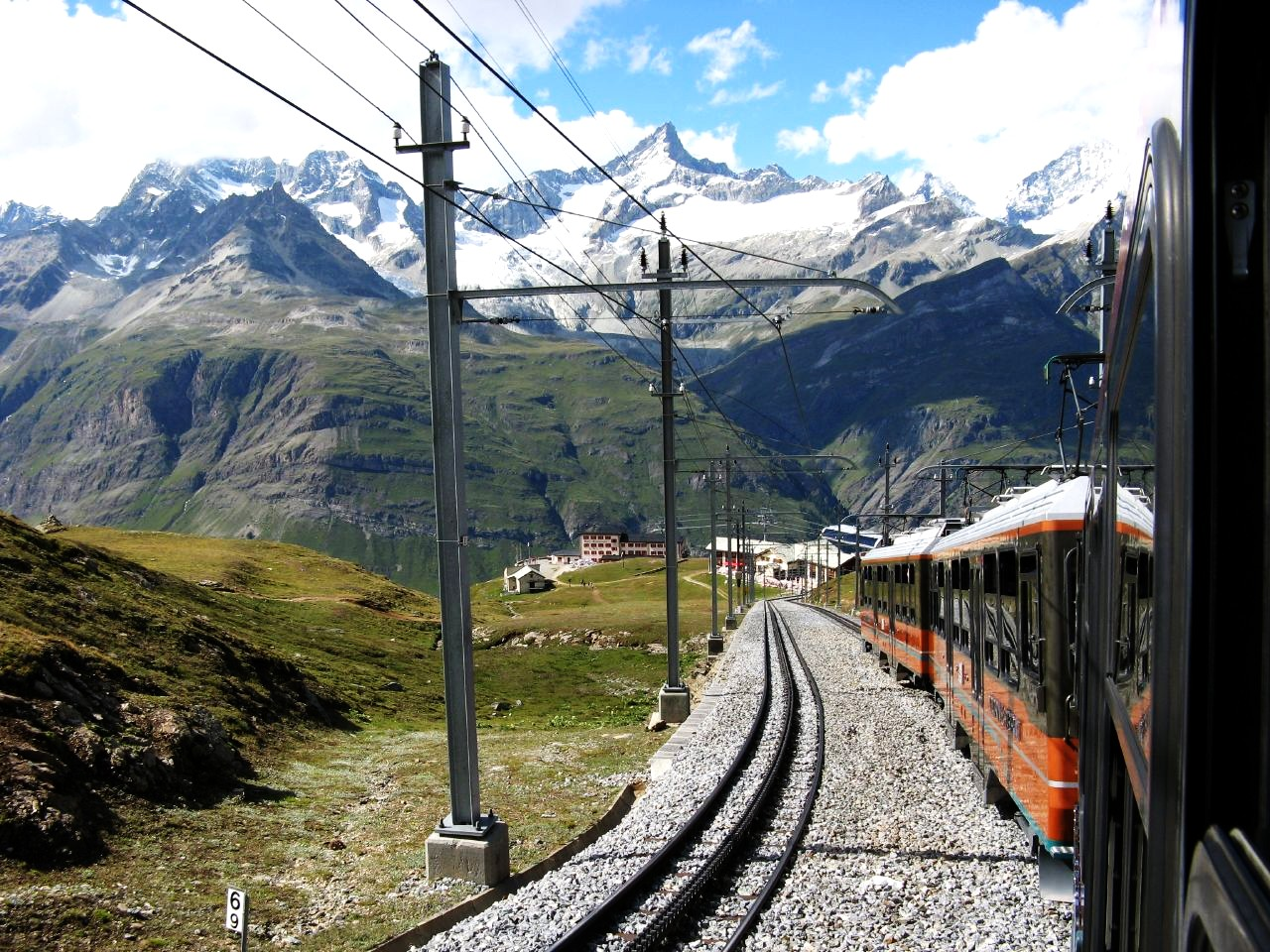
리펠베르크 위에서
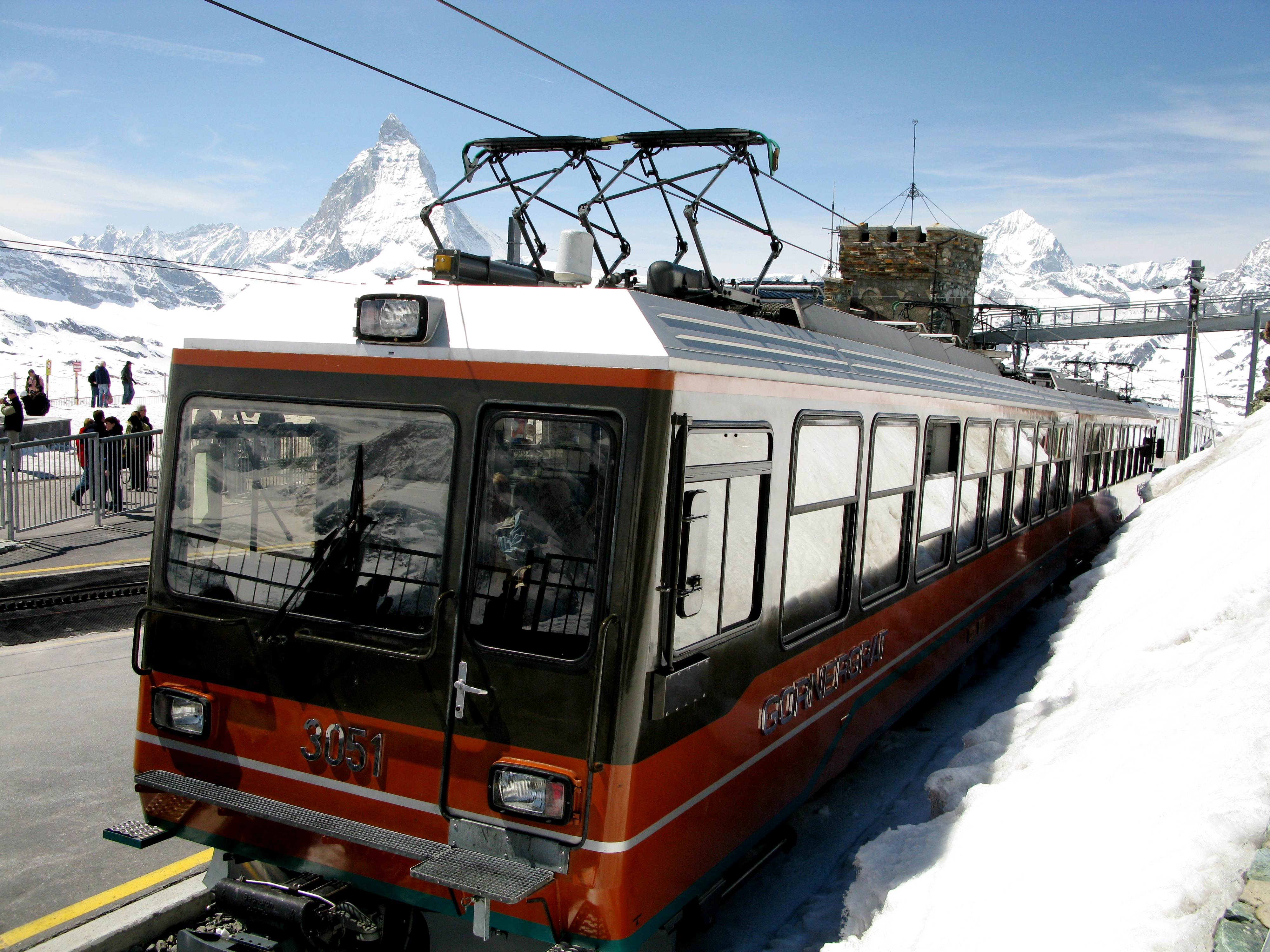
정상역. 열차에는 3상 전원 공급 장치용 팬터그래프 2개가 있다.
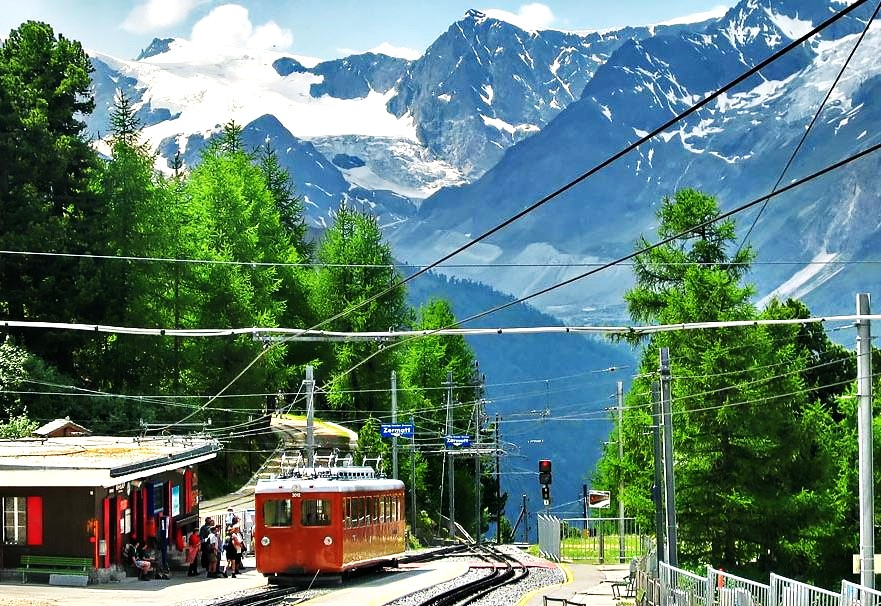
리펠알프 중간 정차역, 좌측 역사 건물 옆으로 리펠알프트램의 트랙이 있다
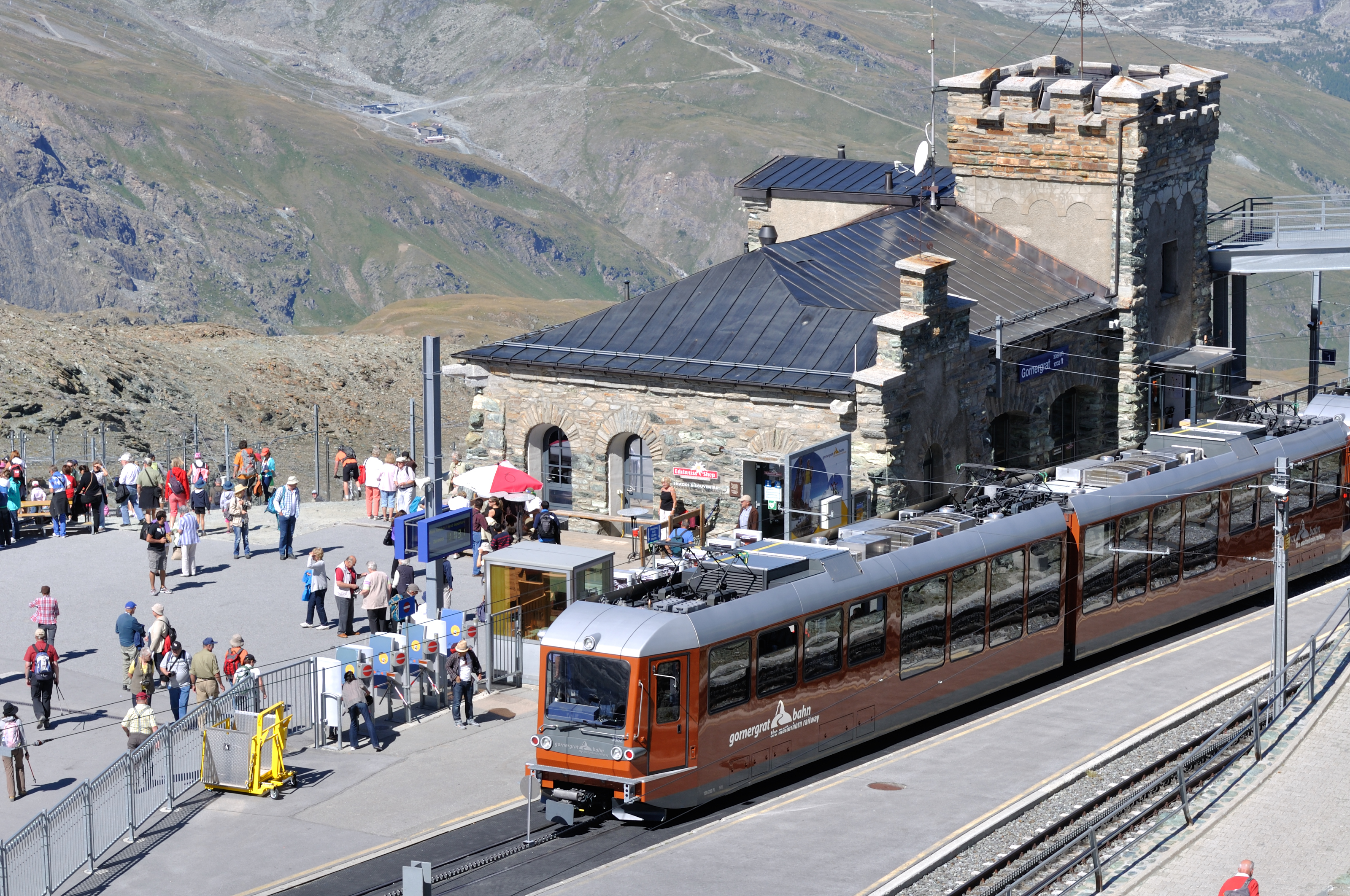
고르너그라트 역사 건물
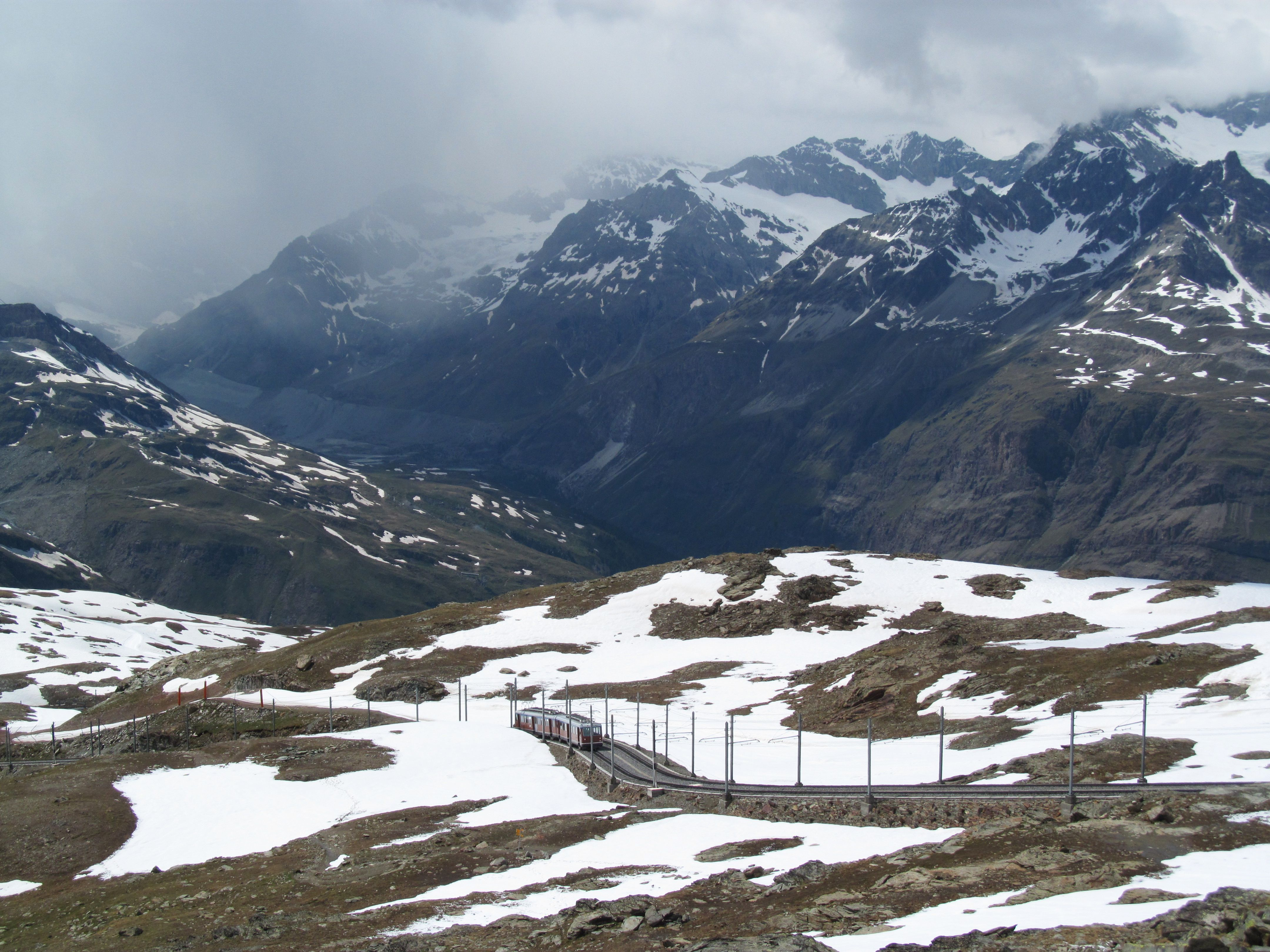
로텐보덴 위
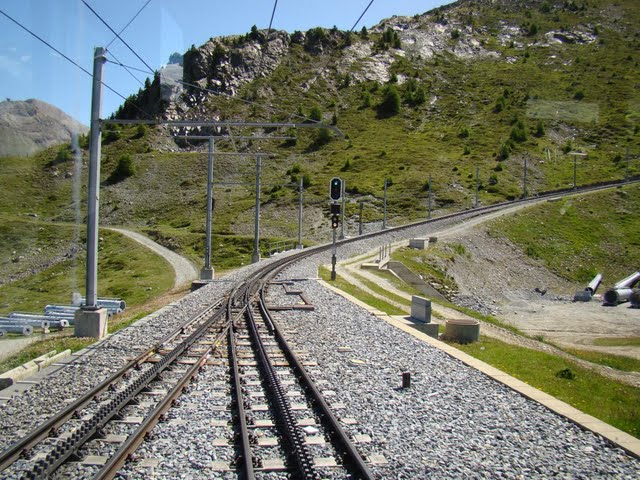
스위치 포인트
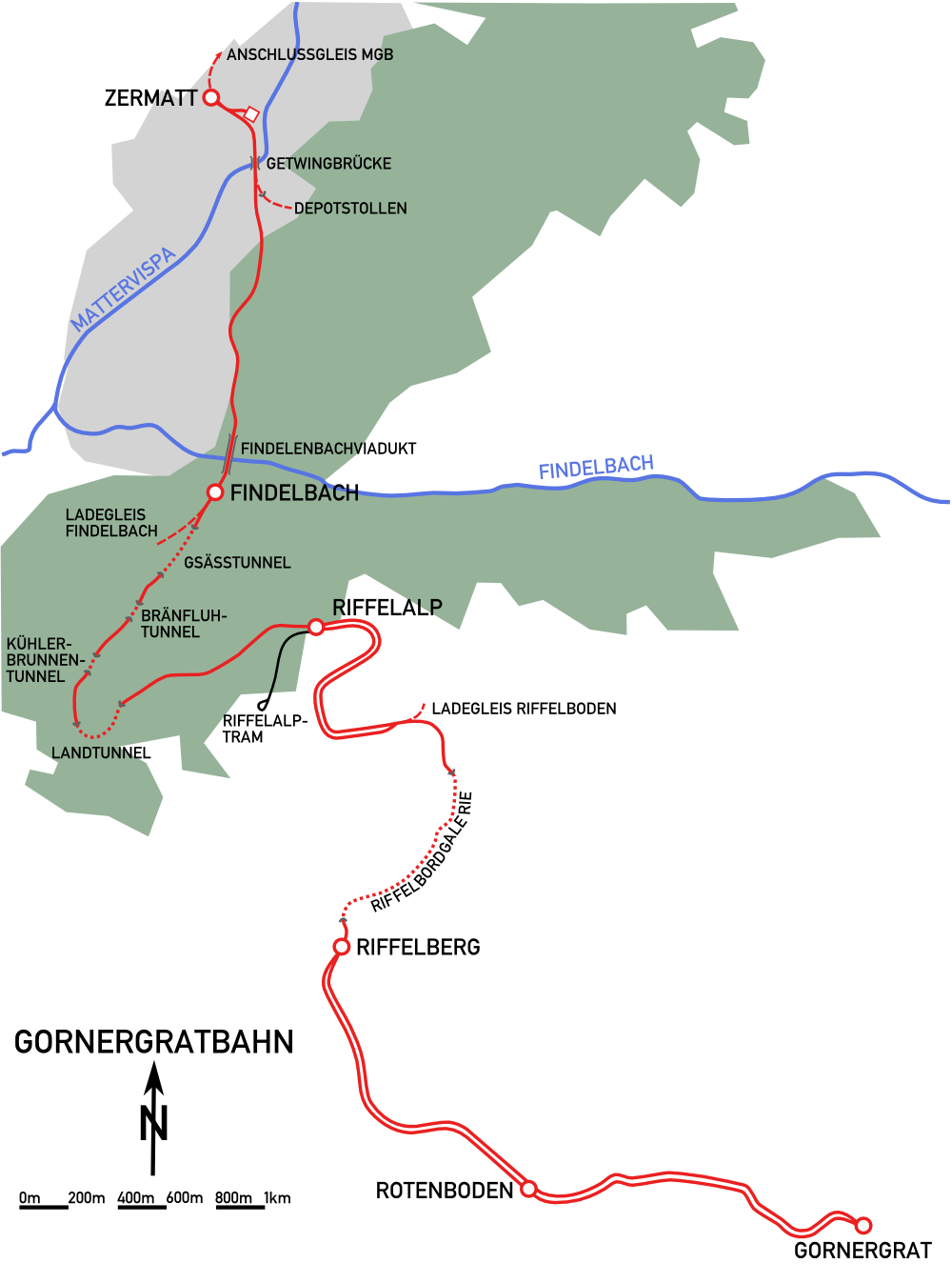
철도 지도